# Pusztai árvalányhaj
A pusztai árvalányhaj vagy homoki árvalányhaj (Stipa pennata) az egyszikűek (Liliopsida) osztályának perjevirágúak (Poales) rendjébe, ezen belül a perjefélék (Poaceae) családjába tartozó faj.
Nemzetségének a típusfaja.

## Előfordulása, élőhelye
Száraz sztyeprétek jellegzetes növénye.
Magyarországi elterjedése: Nyugat-Dunántúl, Soproni-hegység, Zalai-dombvidék, Dél-Dunántúl Tolnai-dombvidék, Mecsek, Villányi-hegység, Kisalföld, Mezőföld, Duna-Tisza köze, Tiszántúl.
A pusztai árvalányhaj előfordulási területe Eurázsia legnagyobb része; Franciaországtól kezdve keletre egészen Mongóliáig, míg délkeletre egészen Pakisztánig tart. Egyes arktiszi szigeten is fellelhető. Svédország kivételével, Skandináviából hiányzik; úgyszintén az európai Oroszország északi feléről, Üzbegisztánból és Türkmenisztánból. Szibéria keleti harmadában sem található meg.

## Alfajai
- Stipa pennata subsp. ceynowae Klichowska & M.Nobis
- Stipa pennata subsp. pennata
- Stipa pennata subsp. sabulosa (Pacz.) Tzvelev - Magyarországon ezt az alfajt homoki árvalányhajnak nevezik

## Megjelenése
Évelő növény, amely 25-40 centiméter magasra nő. A szártőből kinövő levelei 15-30 centiméter hosszúak és 1 milliméter szélesek. A hosszúkás „hajszerű” virágzata 10 centiméteres. A virágzatot alkotó virágok csak 15-20 milliméteresek.